# Libuše

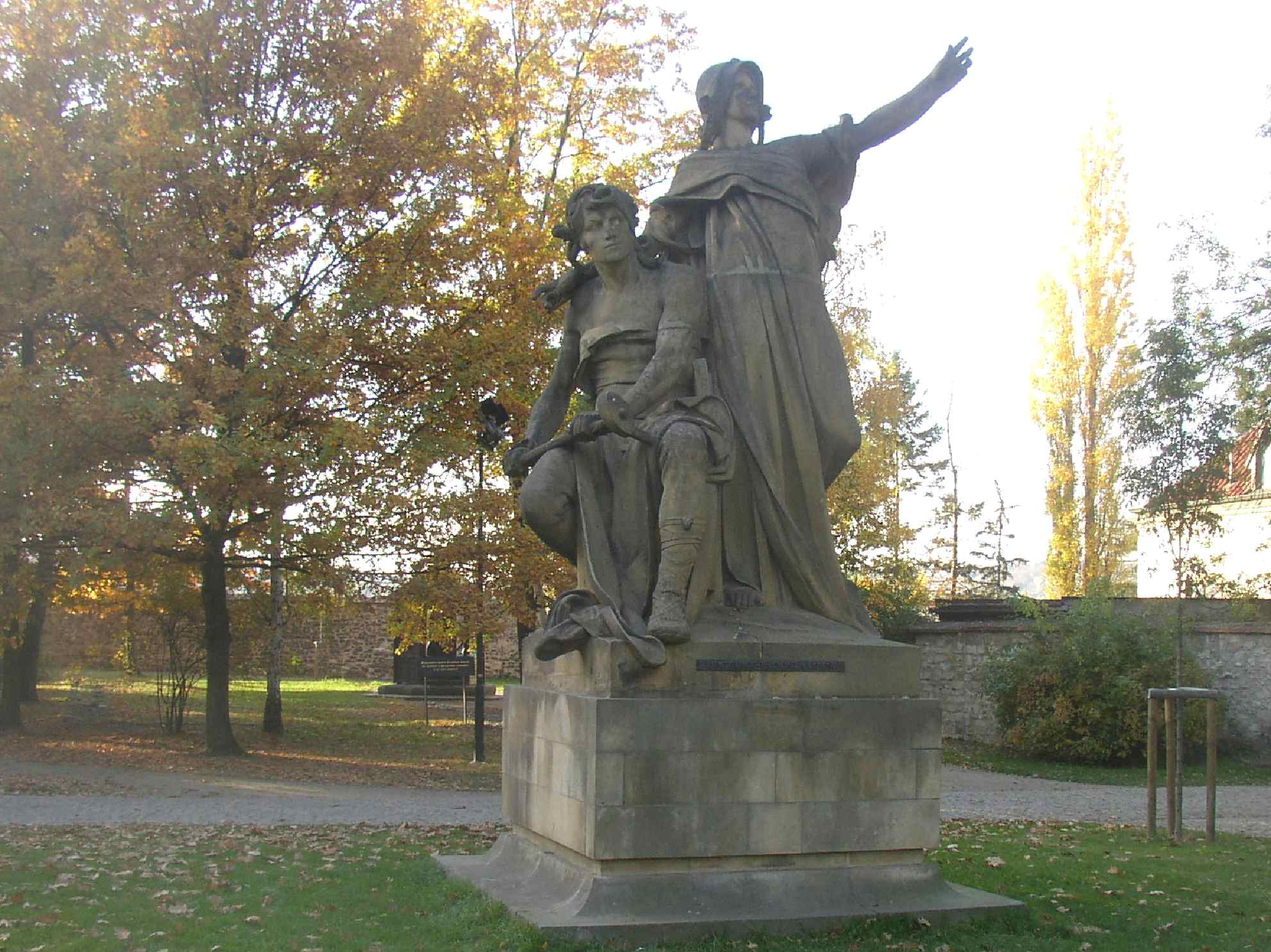
Libuše och Přemysl, skulptur av Josef Václav Myslbek (1881), idag i Vyšehrad.

Libuše eller Libussa eller historiskt Lubossa, är en legendarisk anmoder av huset Přemyslid och tjeckiska folket som helhet. Enligt legenden var hon den yngsta men visaste av tre systrar, och blev drottning då deras far dog. Hon gifte sig med en bonde, Přemysl, med vilken hon grundade huset Přemyslid och profeterade i staden Prag som hon grundade under 700-talet.

## Legenden

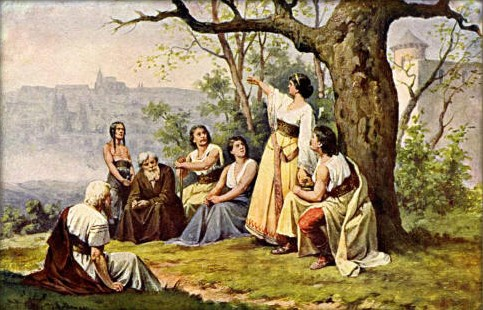
Prinsessan Libuše profeterar till Prags ära.

Libuše sägs ha varit den yngsta dottern till den lika mytiske tjeckiska härskaren Krok. Legenden säger att hon var den visaste av de tre systrarna, och medan hennes syster Kazi var en helbregdagörare och Teta var magiker, hade hon gåvan att kunna se framtiden, och valdes av sin far till hans efterträdare att regera över folket. Enligt legenderna profeterade hon från sitt slott på Libušín, men senare legender säger att det var på Vyšehrad.
Legenden säger också att Libuše kom ut på en klippa högt över Moldau och sade: "Jag ser en stor stad vars ära kommer att beröra stjärnorna". På platsen lät hon bygga ett slott och en stad som heter Prag.
Även om hon visade sig vara en klok ledare, misshagades den manliga delen av stammen över att deras härskare var en kvinna och krävde att hon skulle gifta sig, men hon hade förälskat sig i en bonde, Přemysl. Hon relaterade därför till en vision om en bonde med en trasig sandal, plöjande ett fält, eller i andra versioner av legenden, ätande från ett järnbord. Hon instruerade sina rådsmän att söka denne man genom att släppa en häst lös i en vägkorsning. De följde sedan den till byn Stadice och fann där Přemysl precis som hon hade förutsagt (antingen plöjande ett fält, eller ätande med en järnplog som ett provisoriskt bord). De två stormän som hittade Přemysl förde honom till furstepalatset där Libuše gifte sig med honom, och bonden Přemysl blev därmed regent. De fick tre söner: Radobyl, Lidomir och Nezamysl, vilka förde huset Přemyslid vidare i Tjeckien.
I en annan legend befallde hon sina rådsmän att grunda en stad på den plats där de fann en man som bäst använde sina tänder vid middagstid. De for iväg och fann vid middagstid en man sågande ett träblock (med sina sågtänder) när alla andra satt för att äta. När de frågade honom vad han gjorde svarade han "Prah" (som på tjeckiska betyder "tröskel") och därför kallade Libuše staden Prag (tjeckiska: "Praha").

## I konsten

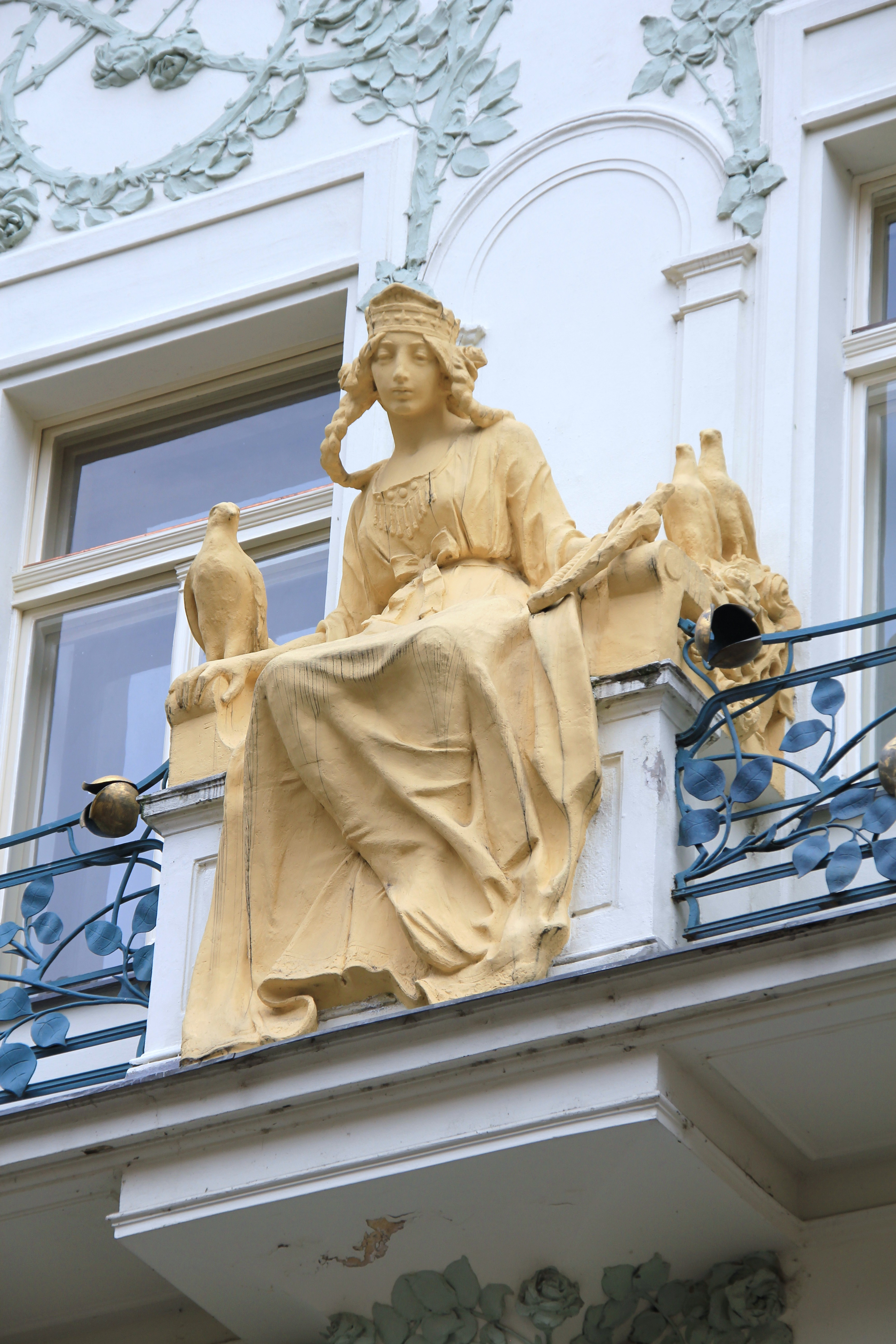
Libuše på Karlovagatan i Prag.

Historien om Libuše och Přemysl berättades i detalj på 1100-talet av Cosmas av Prag i sin Chronica Boëmorum.
En annan tidig framställning ingick i Jan Dubravius' 1552 chronicle Historia Regni Bohemiae, och Johann Karl August Musäus använde denna och Aeneas Silvius' Cardinalis de Bohemarum Origine ac GESTIS Historia för att skriva sin version av legenden som ”Libussa", som ingår i hans Volksmärchen der Deutschen (1782-1786).
Den mytiska figuren Libuše har givit material till flera dramatiska verk, såsom Libussa, en tragedi av Franz Grillparzer, Libuše, en opera av Bedrich Smetana och Pole en palisáda, en roman av Miloš Urban. Hon presenteras också som en karaktär i Edward Einhorns skådespel, Rudolf II.
Under 2009 gjordes en amerikansk-tjeckisk filmversionen av berättelsen om Libuše och Přemysl under namnet The Pagan Queen.